# Nuevo Baztán

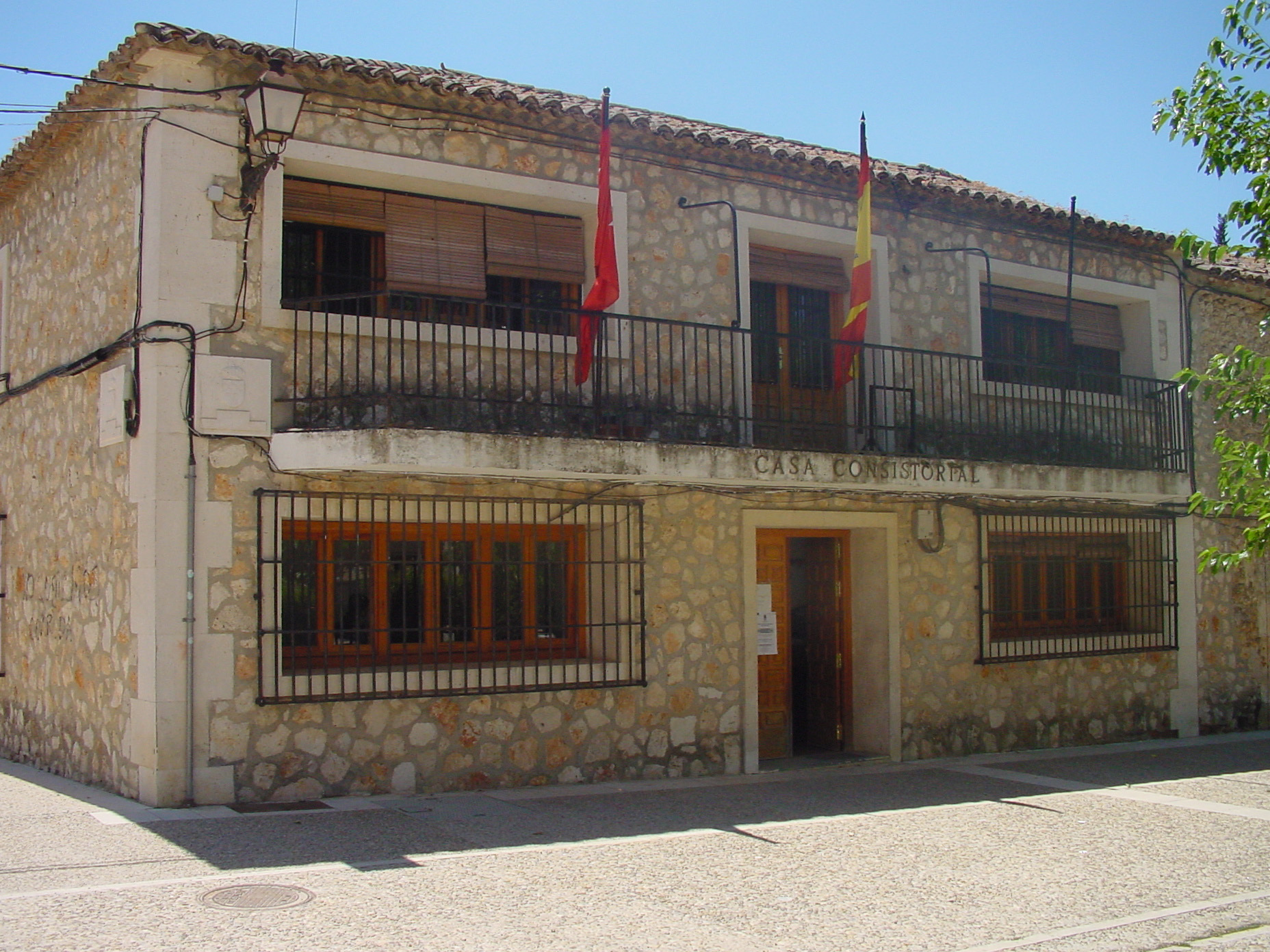
Kommunhuset i Nuevo Baztán.

Nuevo Baztán är en ort och kommun i den autonoma regionen Madrid i centrala Spanien. Orten ligger cirka 39,5 kilometer öster om centrala Madrid. Kommunen har 7 339 invånare (2024), på en yta av 20,20 km². Nuevo Baztán tillhör comarcan Cuenca del Henares och ligger i kulturlandskapet La Alcarria.
Sedan 16 mars 2000 räknas palatset Goyeneche och kyrkan som intressanta kulturminnen (Bien de Interés Cultural).

## Historia
Kommunen grundades år 1709 som en mönsterstad då området skiljdes från kommunen Olmeda de las Cebollas (idag Olmeda de las Fuentes). Initiativet kom från Juan de Goyeneche, som var vän till kung Karl II. Palatset och kyrkan Goyeneche byggdes åren 1709–1713 av José de Churriguera.
I Nuevo Baztán levde familjer från Navarra och Kastilien, samt flamländare och portugiser. Samhället byggdes av inbyggare (agotes) från Baztandalen i Navarra (av detta kom byn att kallas Nuevo Baztán). En gång om året firar man Javieradas, en folklig fest som firas tillsammans med många Navarrabor som reser hit vid detta tillfälle.
På platsen har funnits en keramik- och glasindustri. Husen beboddes av hantverkare som arbetade i fabrikerna. Kyrkan är tillägnad minnet av San Francisco Javier, från 1722, och intill kyrkan ligger palatset.

## Orter
Orter (núcleos) i kommunen Nuevo Baztán (inom parentes invånarantal 1 januari 2023):

- El Mirador de Baztán (176)
- Monte Acevedo (415)
- Nuevo Baztán (283)
- Eurovillas-Las Villas (6 176)